# 909 (číslo)
Devět set devět je přirozené číslo. Římskými číslicemi se zapisuje CMIX a řeckými číslicemi ϡθ´. Následuje po čísle devět set osm a předchází číslu devět set deset.

## Matematika
909 je:
- Deficientní číslo
- Složené číslo
- Nešťastné číslo

## Astronomie
- (909) Ulla je planetka hlavního pásu, kterou objevil v roce 1919 Karl Wilhelm Reinmuth
- NGC 909 je eliptická galaxie v souhvězdí Andromedy

## Roky
- 909
- 909 př. n. l.